# Bộ Ngõa (瓦)
Bộ Ngõa, bộ thứ 98 có nghĩa là "ngói" là 1 trong 23 bộ có 5 nét trong số 214 bộ thủ Khang Hy.
Trong Từ điển Khang Hy có 174 chữ (trong số hơn 40.000) được tìm thấy chứa bộ này.

## Tự hình Bộ Ngõa (瓦)

Đại triện
Tiểu triện

## Chữ thuộc Bộ Ngõa (瓦)
| Số nét bổ sung | Chữ                        |
| -------------- | -------------------------- |
| 0              | 瓦                         |
| 2              | 瓧                         |
| 3              | 瓨 瓩                      |
| 4              | 瓪 瓫 瓬 瓭 瓮 瓯 瓰 瓱 瓲 |
| 5              | 瓳 瓴 瓵                   |
| 6              | 瓶 瓷 瓸                   |
| 7              | 瓹 瓺 瓻 瓼                |
| 8              | 瓽 瓾 瓿 甀 甁             |
| 9              | 甂 甃 甄 甅 甆             |
| 10             | 甇 甈 甉                   |
| 11             | 甊 甋 甌 甍 甎 甏 甐 甑    |
| 12             | 甒                         |
| 13             | 甓 甔 甕                   |
| 14             | 甖                         |
| 16             | 甗                         |